# Landy (rappeur)
 (avril 2024).
La mise en forme du texte ne suit pas les recommandations de Wikipédia : il faut le « wikifier ».
Les points d'amélioration suivants sont les cas les plus fréquents. Le détail des points à revoir est peut-être précisé sur la page de discussion.
- Les titres sont pré-formatés par le logiciel. Ils ne sont ni en capitales, ni en gras.
- Le texte ne doit pas être écrit en capitales (les noms de famille non plus), ni en gras, ni en italique, ni en « petit »…
- Le gras n'est utilisé que pour surligner le titre de l'article dans l'introduction, une seule fois.
- L'italique est rarement utilisé : mots en langue étrangère, titres d'œuvres, noms de bateaux, etc.
- Les citations ne sont pas en italique mais en corps de texte normal. Elles sont entourées par des guillemets français : « et ».
- Les listes à puces sont à éviter, des paragraphes rédigés étant largement préférés. Les tableaux sont à réserver à la présentation de données structurées (résultats, etc.).
- Les appels de note de bas de page (petits chiffres en exposant, introduits par l'outil «  Source ») sont à placer entre la fin de phrase et le point final[comme ça].
- Les liens internes (vers d'autres articles de Wikipédia) sont à choisir avec parcimonie. Créez des liens vers des articles approfondissant le sujet. Les termes génériques sans rapport avec le sujet sont à éviter, ainsi que les répétitions de liens vers un même terme.
- Les liens externes sont à placer uniquement dans une section « Liens externes », à la fin de l'article. Ces liens sont à choisir avec parcimonie suivant les règles définies. Si un lien sert de source à l'article, son insertion dans le texte est à faire par les notes de bas de page.
- La présentation des références doit suivre les conventions bibliographiques. Il est recommandé d'utiliser les modèles {{Ouvrage}}, {{Chapitre}}, {{Article}}, {{Lien web}} et/ou {{Bibliographie}}. Le mode d'édition visuel peut mettre en forme automatiquement les références.
- Insérer une infobox (cadre d'informations à droite) n'est pas obligatoire pour parachever la mise en page.

Pour une aide détaillée, merci de consulter Aide:Wikification.
Si vous pensez que ces points ont été résolus, vous pouvez retirer ce bandeau et améliorer la mise en forme d'un autre article.
Dylan Gahoussou Sylla,, plus connu sous le nom de Landy est un rappeur et chanteur français, né le 14 février 1996 à Paris 19e (France).

## Biographie

### Enfance et vie privée
Dylan Gahoussou Sylla naît le 14 février 1996 dans le 19e arrondissement de Paris. Son père est d'origine congolaise et sa mère d'origine ivoirienne. Il est issu d'une fratrie de 24 frères et soeurs. À l'âge de six ans, sa famille s'installe dans la cité Joliot-Curie de la ville.
Son père fait de la musique traditionnelle congolaise, de la rumba et de la guitare. Une de ses sœurs est également musicienne. Il grandit avec sa mère. Il est père d'une fille, dont la voix apparaît à la fin du morceau Médusa, certifié disque de diamant,.

### Carrière
Il écoute beaucoup Corneille pendant son enfance et son adolescence, mais aussi Koffi Olomidé et Werrason.
Landy se lance dans la musique en 2016, en suivant les grands de son quartier, comme Suprême NTM et Fianso, et en quittant petit à petit le monde de la rue et les affaires de police. Il commence à faire de la musique en duo.

#### Les débuts en solo (2017-2018)
Sur les plateformes de streaming, Landy partage son tout premier morceau solo le 21 novembre 2017, Vaisseau mère, avec un clip qui totalise 5.7 millions de vues sur YouTube en septembre 2023. Un mois plus tard, il sort un freestyle, avant de continuer avec des morceaux en janvier, février, avril, juin et octobre 2018. Parmi eux, Skalape et C'est chaud (feat. Zoken), qui dépassent les 9 millions de streams sur Spotify. Le clip de En I, sorti en octobre, est publié depuis la cellule de prison de l'artiste.

#### Assa Baing(2019)
Landy commence l'année 2019 par un featuring avec Heuss l'Enfoiré en janvier. Il sort ensuite son premier album le 8 mars 2019 sous le nom de Assa Baing. On y retrouve des collaborations avec Dadju, Heuss l'Enfoiré, Jul, Naza et Marwa Loud, pour un total de 17 titres, tous inédits. L'album se vend à plus de 6 300 exemplaires en première semaine et est certifié or en avril 2020. Il passe un total de 68 semaines dans le Top Albums du SNEP, avec une dernière apparition fin juillet 2020.
En 2019, il apparaît, en tant que lui-même, dans la série Ci-gît Luigi.

#### A-One(2020-2022)
Début décembre 2020, Landy comptabilise 130 millions de vues sur YouTube et 365 000 abonnés sur Instagram, des nombres qui passent à 437 millions et 453 000 en septembre 2023. Sur l'année 2020, il totalise 50 millions de streams Spotify et 3 millions d'auditeurs provenant de 92 pays.
Son deuxième album, A-One, sort le 18 décembre 2020, avec un titre qui est une référence à l'autoroute A1 à côté de laquelle il a grandi et où il a risqué sa vie. Pour l'occasion, il offre une Audi A1 Sportback à l'un des auditeurs ayant précommandé son album. Produit en huit mois, celui-ci aurait dû sortir le 13 novembre mais a été repoussé à cause de la pandémie de Covid-19,. D'autres gros albums sortent à cette date, mais Landy cumule tout de même 13 800 ventes en une semaine. Des featurings avec Ninho, Niska, Soolking, Koba LaD et Victoire sont à retrouver sur A-One.
Celui-ci est certifié or début février 2021, puis platine en octobre, neuf mois après sa sortie. Il passe, selon les chiffres de début septembre 2023, 129 semaines dans le Top Albums du SNEP, avec au mieux une deuxième place. Ce sont toutes les semaines de sa sortie le 19 décembre 2020 et jusqu'au 24 juin 2023, à l'exception d'une semaine en décembre 2021 et de quatre en décembre 2022.
Landy se fait plus discret en 2021, avec un seul morceau publié en solo, un featuring et quelques apparitions. Il n'est pas spécialement plus actif début 2022, avec seulement deux morceaux sur la première moitié de l'année. Tout s'accélère ensuite, avec trois en juillet, deux en octobre et un en décembre.

#### Brave(2023)
Vie d'avant, le morceau publié en décembre 2022, est le premier extrait de son album Brave, qui sort le 24 février 2023. Avant cette date, Landy dévoile deux autres singles, Viral en janvier, puis surtout Maybach avec Gazo le 15 février, certifié or en trois mois. Aussi, il partage une mini série de trois épisodes sur YouTube.
Début septembre 2023, l'album est dans le Top Albums du SNEP depuis sa sortie 26 semaines plus tôt, avec un pic en quatrième position lorsqu'il est dévoilé.

## Style
Landy parle beaucoup d'amour dans sa musique. Landy tire son inspiration dans le zouglou ou le coupé-décalé. Il se considère à la fois rappeur et chanteur. Lors d'une interview de promotion de son album A-One, il se déclare auditeur d'une multitude de styles et d'artistes, citant notamment la musique afro, congolaise, ivoirienne, nigériane, ainsi que le rap américain, le RnB... il apprécie ce qui est mélodieux et profite de son oreille absolue.

## Affaires judiciaires
En 2013, il commet des délis et autres vols : condamné à des travaux d'intérêt général, qu'il ne fait pas, il séjourne en prison en 2014.
En 2018, il y retourne pour violence et sort en décembre 2018.
En juin 2019, Landy est condamné à une amende de 3000 euros pour avoir insulté un policier.
Le 18 mars 2025, deux personnes ont été placées en garde à vue, parmi lesquelles Landy, pour le cambriolage d’une maison appartenant à Inoxtag qu'il louait à un de ses amis aux moments des faits,. Le 19 mars 2025, Landy n’est finalement pas impliqué dans le cambriolage il est donc innocenté.  

## Discographie
Landy a sorti trois albums, Assa Baing (certifié or), A-One (certifié platine) et Brave. Il compte également trois singles d'or, trois singles de platine et un single de diamant, avec Médusa. En outre, deux de ses apparitions ont été récompensées or et une en platine.